# Marlon Garnett
Marlon Garnett (Los Angeles, Kalifornija, 3. srpnja 1975.) je američki profesionalni košarkaš. Visok je 1.88 m i težak 84 kg. Igra na poziciji bek šutera.

## Karijera
Igrao je za sveučilište Santa Clara, s kojim je bio najbolji igrač Zapadne konferencije. Nakon sveučilišne karijere, 1999. prijavljuje se na NBA draft. Na draftu nije izabran, ali ga je kao nedraftiranog slobodnog igrača uzela momčad Bostona. Za momčad Bostona odigrao je 24 susreta, a sakupio je 52 koša, 21 skok i 18 asista. Kasnije odlazi u Europu i igra za Benetton Treviso. 
U siječnju 2008. odlazi u Cedevitu Zagreb, a prije nje igrao je još za KK Zadar i KK Split. Već je u prvoj utakmici za Cedevitu pokazao zašto je doveden u klub i s 24 poena bio prvi strijelac kluba protiv Borika.

## Vanjske poveznice
- Marlon Garnett na NBA.com